# Cyrtopholis bryantae
Espèce
Synonymes
- Cyrtopholis bryanti Rudloff, 1995

Cyrtopholis bryantae est une espèce d'araignées mygalomorphes de la famille des Theraphosidae.

## Distribution
Cette espèce est endémique de la province de Cienfuegos à Cuba,. Elle se rencontre à San Blas dans la sierra de Trinidad.

## Étymologie
Cette espèce est nommée en l'honneur d'Elizabeth Bangs Bryant.

## Publication originale
- Rudloff, 1995 : Una nueva especie de Cyrtopholis de San Blas (Cienfuegos) - Cuba (Theraphosidae: Mygalomorphae) incluido una comparación entre Cyrtopholis gibbosus Franganillo 1936 y Cyrtopholis regibbosus Rudloff 1994. Garciana, vol. 23, p. 14-20.